# Meoto Iwa
Meoto Iwa (japonsky 夫婦岩), v překladu Manželská skála nebo Skály muže a ženy, jsou posvátné skalní útvary nalézající se v japonské prefektuře Mie. V rámci šintoismu jsou považovány za významné, neboť představují spojení japonských stvořitelských božstev (kami) Izanagiho a Izanami. Skály tak symbolizují manželské spojení muže a ženy. 

## Lokace
Skály se nacházejí v prefektuře Mie, nedaleko městečka Futami, které je někdy považováno za součást města Ise. Nejbližší vlaková stanice, vzdálená cca 15 min chůze, je Futamiura na trati JR Sangú Line. Meoto Iwa je také součástí Národního parku Ise-Šima, kde je zahrnuta jako kulturní památka.
Skály leží nedaleko od pobřeží, takže za odlivu je k nim možno dojít suchou nohou. Na pobřeží, v blízkosti skal, je postavena šintoistická svatyně Futami Okitama-džindža (二見興玉神社), ve které jsou skály uctívány jakožto kami Izanagi a Izanami.
Za vhodné konstelace a meteorologických podmínek je možno vidět východ slunce mezi skalami a případně i horu Fudži na obzoru, která je vzdálená 200 km vzdušnou čarou.

## Popis
Větší ze skal, na jejímž vrcholu je malá šintoistická brána torii, představuje Izanagiho (muže), zatímco menší skála představuje ženu (Izanami).
Skály jsou spojeny pěti posvátnými provazy šimenawa, které se vyměňují třikrát ročně, a to v květnu, září a prosinci. Díky tomuto spojení a legendě jsou skály považovány za symbol plodnosti a manželského štěstí.
Ke skalám a do blízké svatyně se běžně vydávají páry, aby se pomodlily za svůj sňatek.
Tento typ skal, symbolizující spojení muže a ženy, není v Japonsku ojedinělý. Skály Meoto Iwa v Ise jsou však zřejmě nejznámější a nejvíce navštěvované. Je to zřejmě i z důvodu, že místo je také zastávkou před návštěvou nedaleké svatyně Ise a lze předpokládat, že má podobně starou historii. Skály byly také zobrazovány na mnoha dřevořezech z období Edo. 

## Galerie

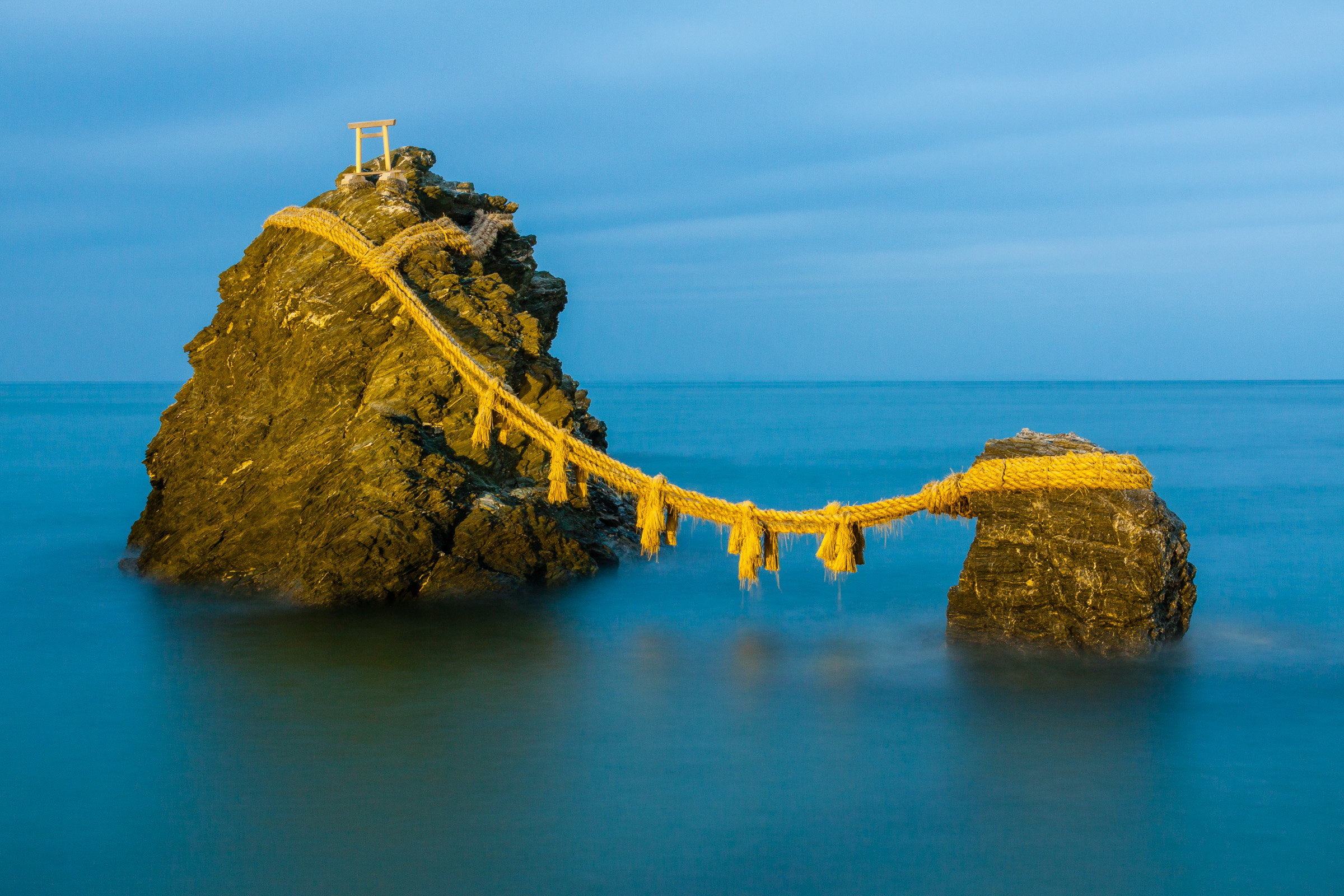
Skály za soumraku
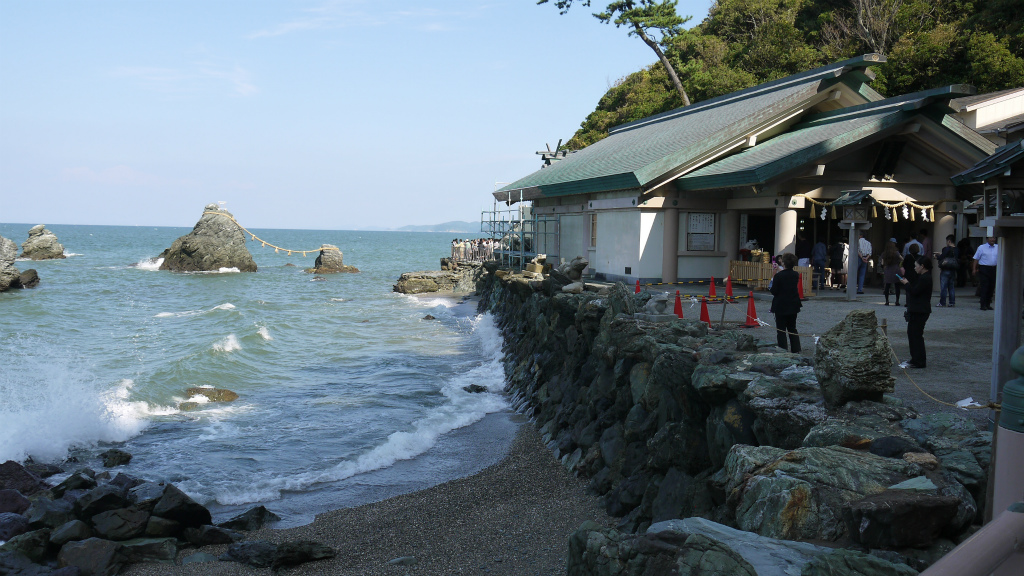
Svatyně Futami Okitama
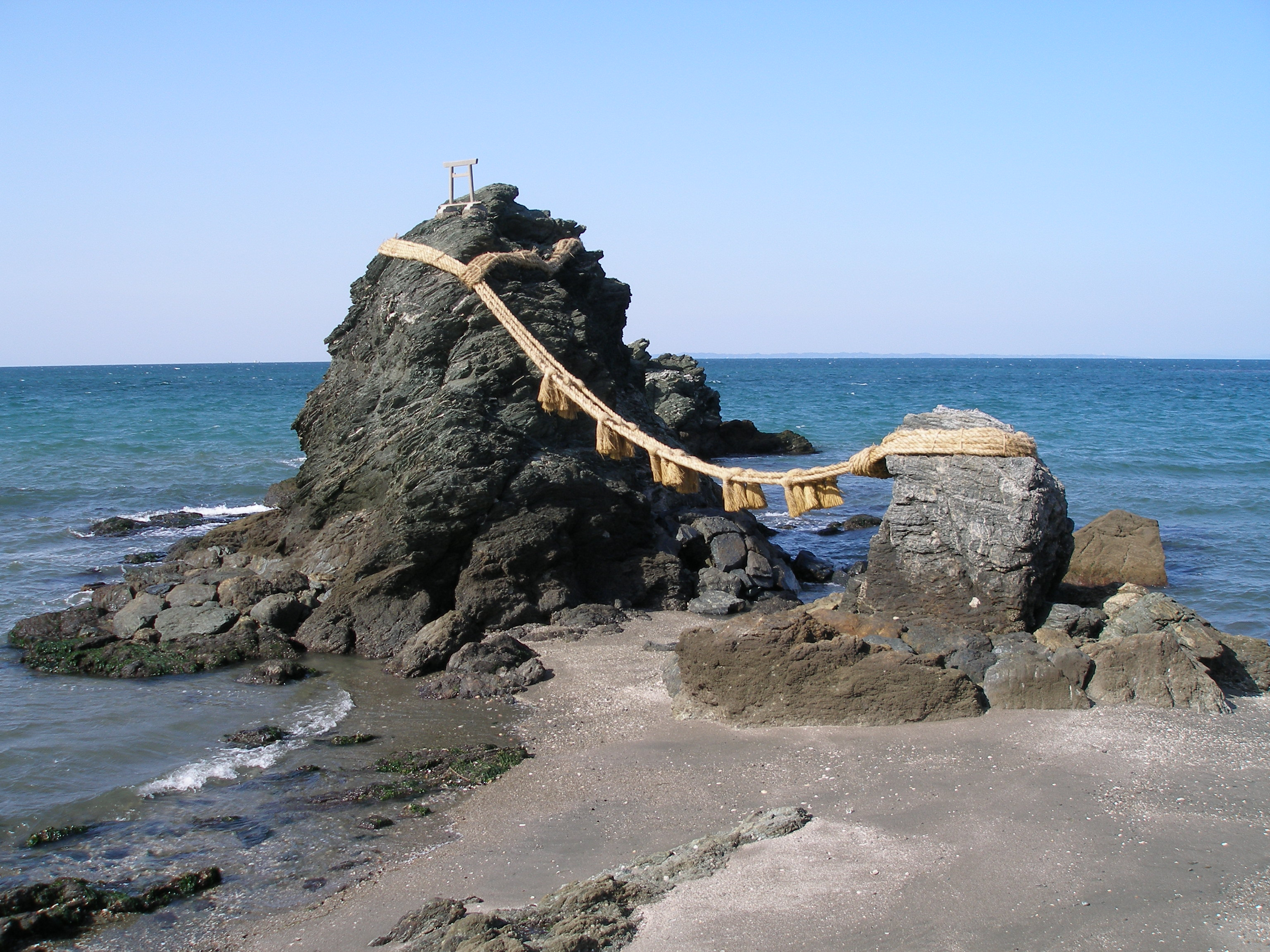
Skály při odlivu
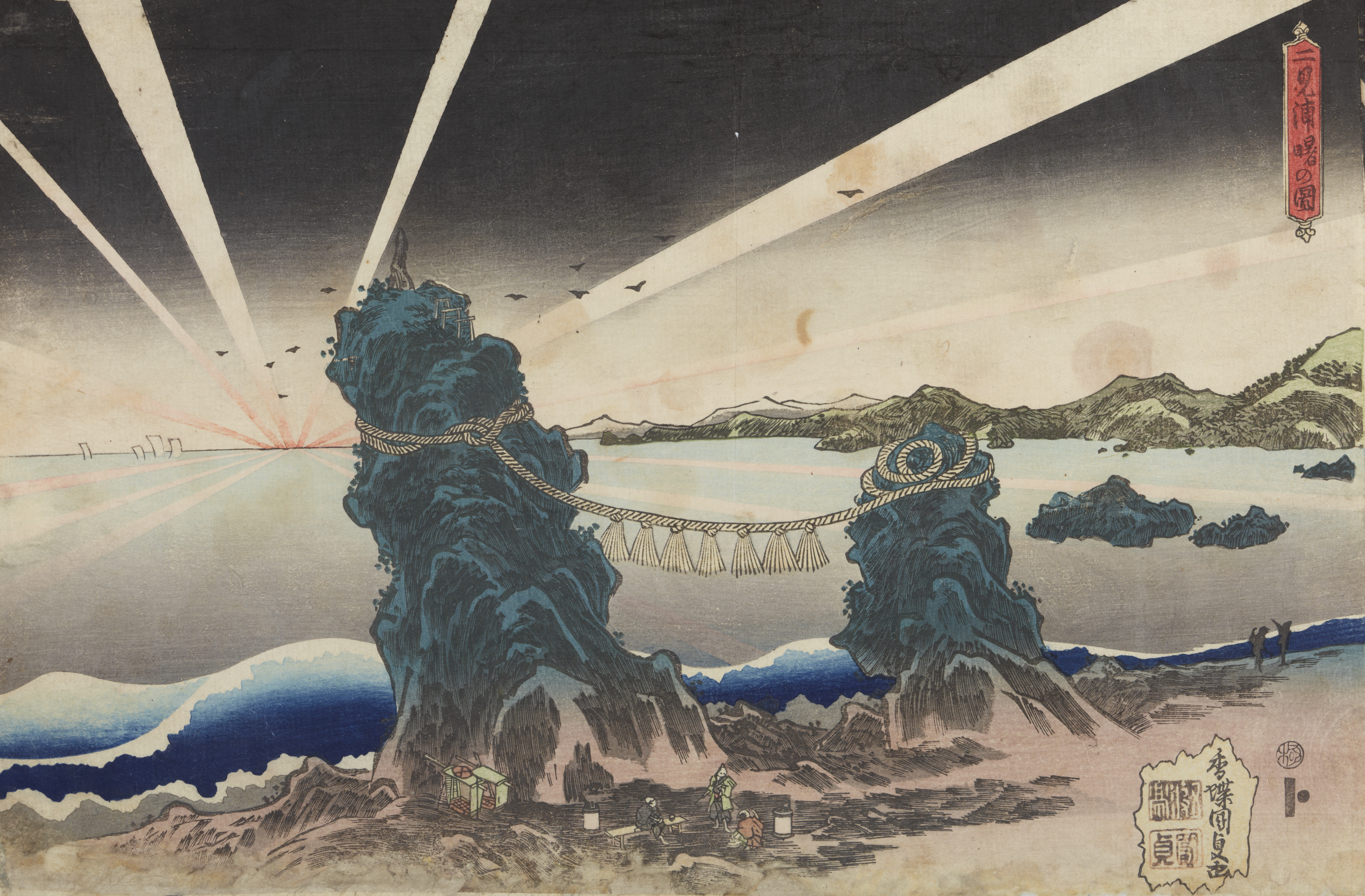
Utagawa Kunisada: Východ slunce v Ise.
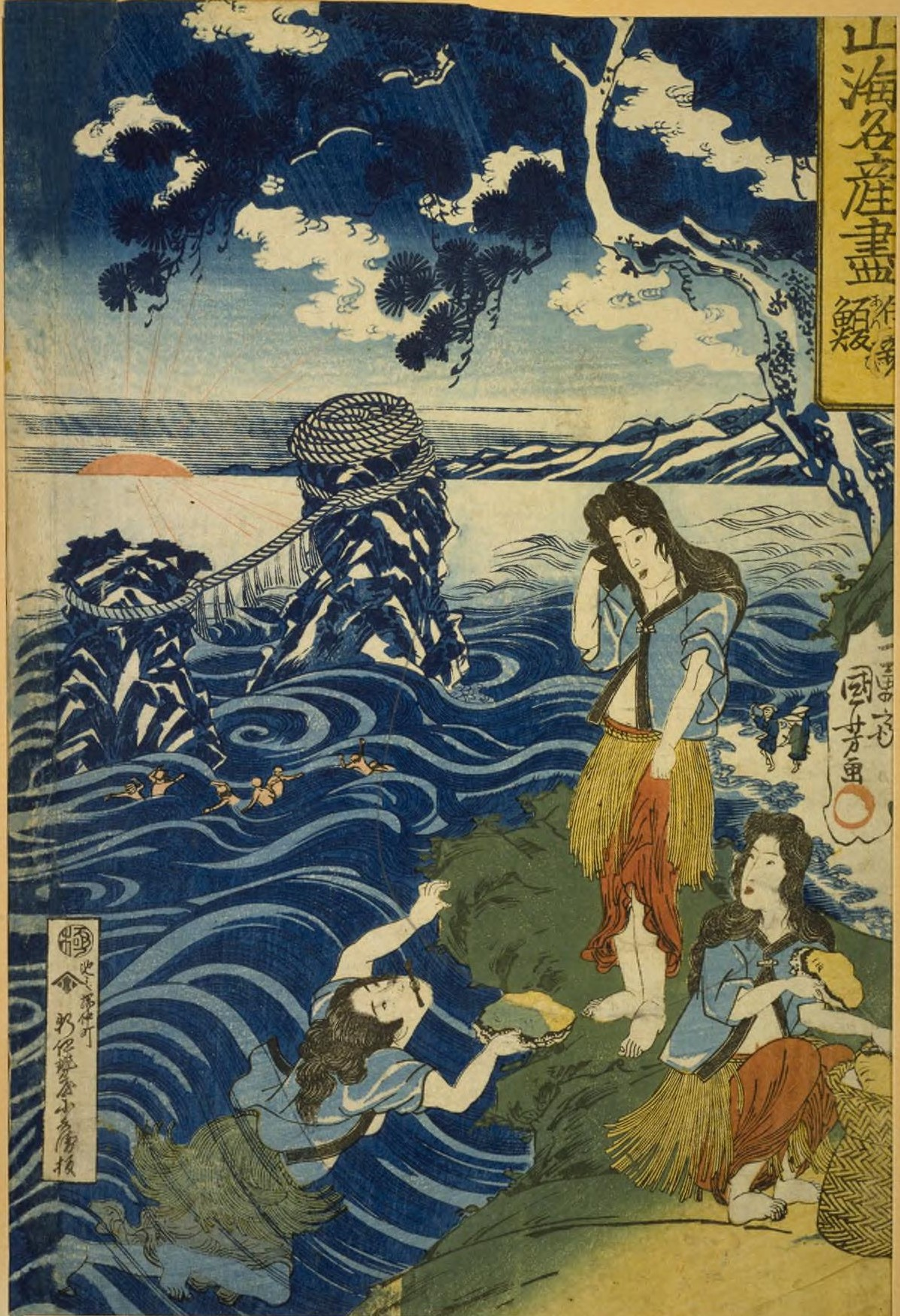
Ama lovící u skal
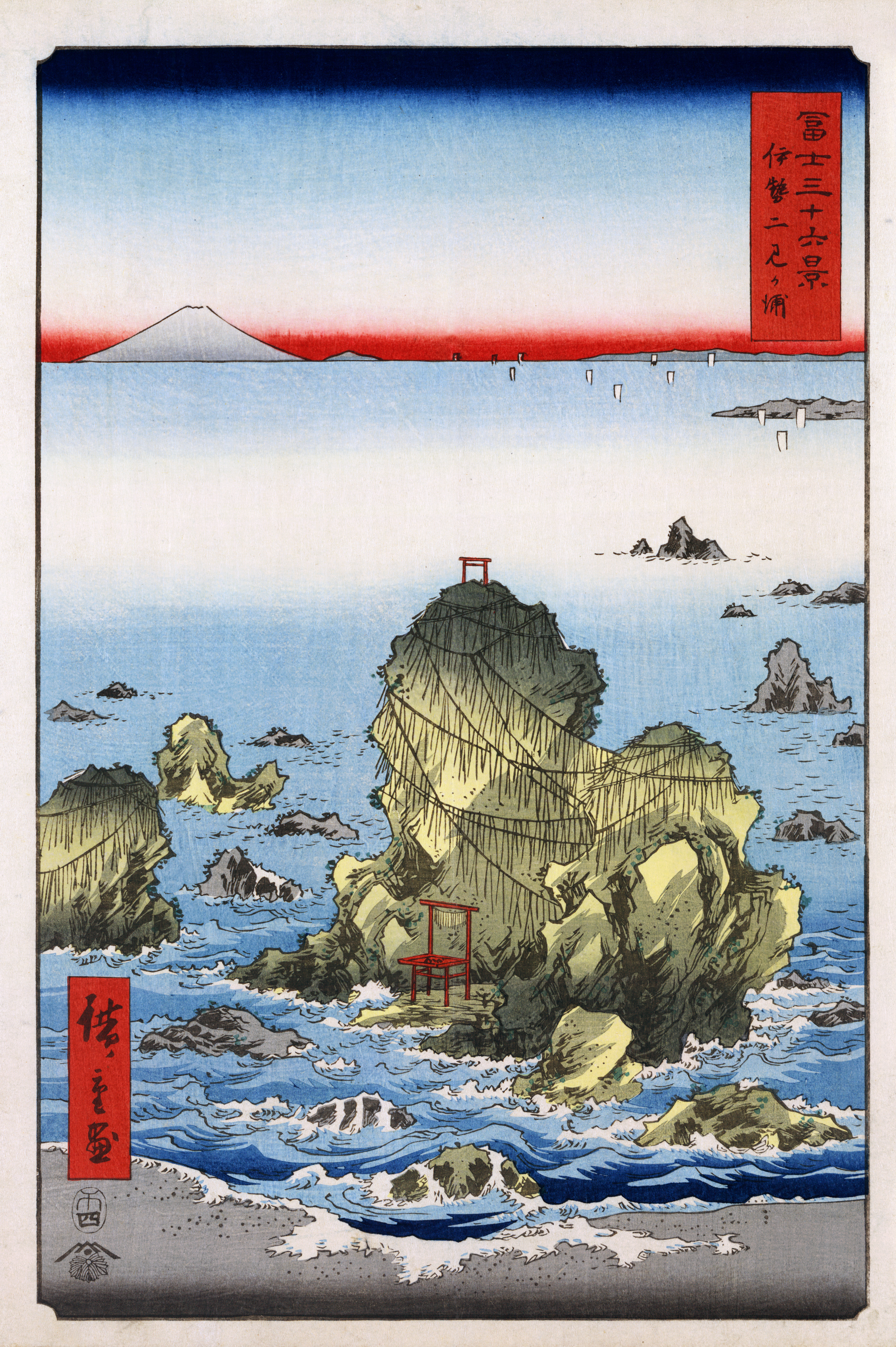
Hirošige:36 pohledů na horu Fudži